# Vörös bort ittam az este
A Vörös bort ittam az este kezdetű dal műfaja szerint lassú csárdás. Szerzője ismeretlen. Rátkay László: A toborzás című népszínművében hangzott el a Népszínházban 1880. november 19-én. A darab zenéjét Erkel Elek állította össze.
Feldolgozás:
| Szerző        | Mire           | Mű                                        |
| ------------- | -------------- | ----------------------------------------- |
| Farkas Ferenc | ének, zongora  | 50 csárdás, 50. kotta                     |
| Ludvig József | tangóharmonika | Kicsiny falu, ott születtem én, 13. oldal |

## Kotta és dallam
Vörös bort ittam az este, ragyogó csillagom, galambom.

Most is részeg vagyok tőle, ragyogó csillagom, galambom.

A lábamon alig- alig állok, mégis szeretnek a lányok,

ragyogó csillagom, galambom.

## Felvételek
- Vörös bort ittam az este. Énekel: Béres Ferenc  YouTube (2016. január 24.)  (Hozzáférés: 2016. február 24.) (audió)
- Vörösbort ittam az este. Előadja: Sógor együttes  YouTube (2010. április 13.)  (Hozzáférés: 2016. február 24.) (videó)
- Vörös bort ittam az este. Énekel: Szalay László  YouTube (2009. június 15.)  (Hozzáférés: 2016. február 24.) (audió) 2:05-ig.
- Vörös bort ittam az este - az a szép az a szép. Énekel: Lagzi Lajcsi  YouTube (2010. június 30.)  (Hozzáférés: 2016. február 24.) (audió) 1:45-ig.